# Флора 1953 (сорт бузку)
Бузок звичайний 'Флора 1953' (лат. Syringa vulgaris 'Flora 1953') — сорт бузку.

## Опис

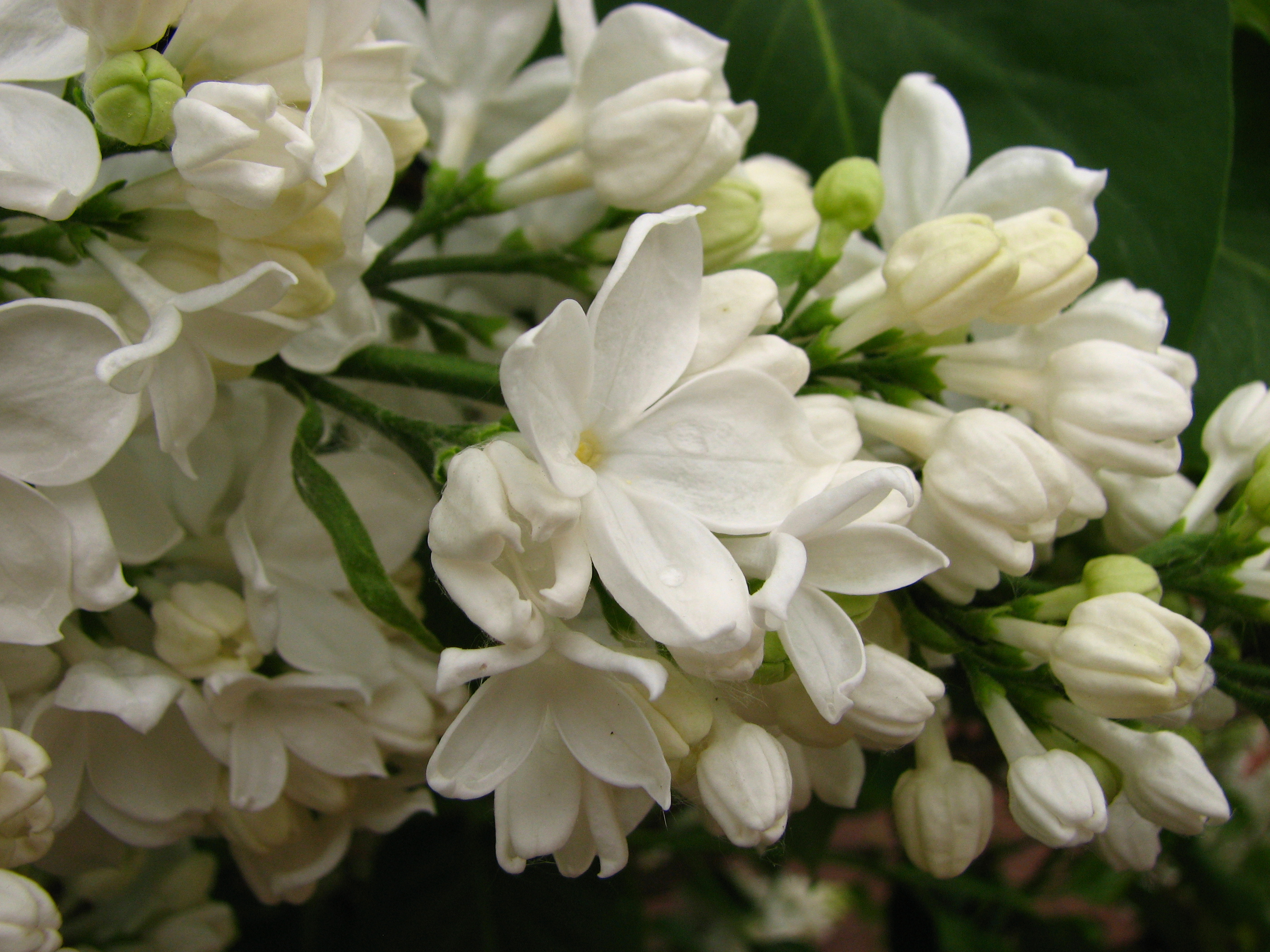

Кущі сильнорослі (до 3 метрів заввишки), широкі, з розрідженою кроною і міцними, товстими пагонами.
Листя світло-зелені, великі.
Бутони зеленувато-кремові. Квітки білі, дуже великі, діаметром більше 3 см, прості, дуже ароматні; пелюстки оовальні, зі злегка піднятими краями і загнутими дзьобоподібний кінчиками.
Суцвіття великі, стрункі.
Цвіте помірно, в ранні терміни. 
Зони морозостійкості від 3 до більш теплих.
Добре розмножується вегетативним способом. Приживлюваність окулюрувань досягає 70-85%.
Віддає перевагу вологим родючим ґрунтам, не переживає затоплення.
Може вражатися вірусними захворюваннями.